# Застава Совјетског Савеза
Застава Савеза Совјетских Социјалистичких Република, краће Совјетска застава, био је службена национална застава Савеза Совјетских Социјалистичких Република од 1923. до 1991. године. Дизајн и симболика заставе поријекло имају у Руској револуцији. Застава је такође међународни симбол комунистичког покрета у цјелини. Надимци за заставу су срп и чекић и црвена застава.
Дизајн је једнобојно црвено поље са додатком златног грба у горњој лијевој четвртини. Црвена застава била је револуционарни симбол давно прије 1917. године и њеним укључивањем у заставу одато је признање међународном аспекту радничке револуције. Срп и чекић на застави су представљали савремени додир — унија српа (сељака) и чекића (радника) представљала је трајни и побједнички револуционарни савез. Амблем изнад српа и чекића је црвена звиједа са златном ивицом, што је представљало Комунистичку партију Совјетског Савеза.
Прва застава са звијездом, српском и чекићем који имају златну ивицу, усвојена је 13. новембра 1923. године. Године 1955, усвојен је статут о застави, што је резултовало промјеном дужине ручке чекића и облика српа. Крајња измјена на застави је усвојена 1980. године којом су боје постале свијетлије са лакшом нијансом црвене. Застава је била службена национална застава све до распада Совјетског Савеза.
Изглед заставе СССР основа је заставе већине комунистичких партија: златни срп и чекић и црвена подлога.

## Галерија
- Застава СССР (1922—1923)
- Застава СССР (1923—1924)
- Застава СССР (1924—1936)
- Застава СССР (1936—1955)
- Застава СССР (1955—1991)